# Чемпіонат України з футболу серед аматорів 2016—2017
Чемпіонат України з футболу серед аматорів 2016—2017 — 21-ий чемпіонат України серед аматорів. Розпочався 13 серпня 2016 року, а завершився 19 червня 2017 року.
5 квітня 2017 року було встановлено рекорд відвідуваністі аматорського чемпіонату — матч «Металіст 1925» — «Соллі Плюс» (1:0) відвідав 9 831 глядач.

## Учасники та регламент змагань
4 серпня 2016 року в Будинку футболу ФФУ відбулася Всеукраїнська нарада керівників та тренерів аматорських футбольних клубів, керівників ААФУ та ФФУ. Головною темою зустрічі стало остаточне визначення кількісного складу груп чемпіонату України сезону 2016—2017 років. На розгляд учасників конференції було представлено два проекти проведення чемпіонату. Думки учасників розділилися порівну, тому кількість груп та склад учасників чемпіонату було визначено пізніше.
23 команди, розділені на дві групи, грають двоколовий турнір. Після цього переможці груп у фіналі визначать найкращу аматорську команду чемпіонату.
29 серпня 2016 року до складу групи 2 включено 24 команду — «Таврію» із Сімферополя, що базуватиметься в місті Бериславі Херсонської області.
| Група 1 | Група 2 |
| --- | --- |
| - «Агробізнес» (Волочиськ) - «Гірник» (Соснівка) - «Ковель-Волинь» (Ковель) - ФК «Львів» (Львів) - ФК «Луцьк» (Луцьк) (знявся) - ФК «Малинськ» (с. Малинськ) - «Нива» (Теребовля) - «Нива» (Тернопіль) - ОДЕК (смт Оржів) - «Оскар» (с. Підгір'я) - «Чайка» (с. Петропавлівська Борщагівка) - «Чортків-Педуніверситет» (Чортків) | - «Авангард» (Корюківка) - «Вікторія» (смт Миколаївка) - ФК «Врадіївка» (смт Врадіївка) - «Єдність» (с. Плиски) - МФК «Житомир» (Житомир) - «Інгулець-3» (смт Петрове) (знявся) - «Квадро» (Первомайський) - «Металіст 1925» (Харків) - МФК «Первомайськ» (Первомайськ) - «Соллі Плюс» (Харків) - «Таврія» (Сімферополь, фактично Берислав) - «Таврія-Скіф» (с. Роздол) |

31 серпня 2016 року ФК «Луцьк» знявся зі змагань, результати всіх матчів за його участю були анульовані.
21 жовтня 2016 року «Інгулець-3» знято зі змагань, результати, як і в попередньому випадку, було анульовано.
Під час зимової перерви МФК «Житомир» змінив назву на «Полісся», а «Гірник» — на «Рочин».
10 травня 2017 року «Соллі Плюс» знявся зі змагань, в усіх матчах, починаючи з 17-го туру, команді зараховані технічні поразки −:+.
7 червня 2017 року «Квадро» виключений зі змагань за дві неявки на матчі, в усіх матчах, починаючи з 20-го туру, команді зараховані технічні поразки −:+.

## Турнірна таблиця
| М  | Команда                  | І  | В  | Н | П  | РМ    | О  |
| -- | ------------------------ | -- | -- | - | -- | ----- | -- |
| 1  | «Агробізнес»             | 20 | 14 | 6 | 0  | 36−5  | 48 |
| 2  | «Чайка»                  | 20 | 12 | 3 | 5  | 28−16 | 39 |
| 3  | «Оскар»                  | 20 | 11 | 5 | 4  | 32−18 | 38 |
| 4  | ОДЕК                     | 20 | 12 | 1 | 7  | 34−18 | 37 |
| 5  | «Рочин»                  | 20 | 10 | 7 | 3  | 24−10 | 37 |
| 6  | «Нива» Тб                | 20 | 8  | 2 | 10 | 20−26 | 26 |
| 7  | «Нива» Тн                | 20 | 5  | 6 | 9  | 15−24 | 21 |
| 8  | «Ковель-Волинь»          | 20 | 5  | 4 | 11 | 25−35 | 19 |
| 9  | ФК «Малинськ»            | 20 | 5  | 3 | 12 | 23−36 | 18 |
| 10 | ФК «Львів»               | 20 | 3  | 4 | 13 | 19−31 | 13 |
| 11 | «Чортків-Педуніверситет» | 20 | 3  | 3 | 14 | 17−54 | 12 |
| —  | ФК «Луцьк»               | —  | —  | — | —  | —     | —  |

| М  | Команда           | І  | В  | Н | П  | РМ    | О  |
| -- | ----------------- | -- | -- | - | -- | ----- | -- |
| 1  | «Металіст 1925»   | 20 | 13 | 4 | 3  | 46−18 | 43 |
| 2  | «Таврія-Скіф»     | 20 | 13 | 4 | 3  | 41−17 | 43 |
| 3  | «Єдність»         | 20 | 9  | 6 | 5  | 22−22 | 33 |
| 4  | «Вікторія»        | 20 | 8  | 6 | 6  | 21−23 | 30 |
| 5  | «Соллі Плюс»      | 20 | 9  | 2 | 9  | 30−13 | 29 |
| 6  | «Полісся»         | 20 | 7  | 5 | 8  | 13−18 | 26 |
| 7  | «Квадро»          | 20 | 7  | 3 | 10 | 25−30 | 24 |
| 8  | ФК «Врадіївка»    | 20 | 6  | 6 | 8  | 17−20 | 24 |
| 9  | «Таврія»          | 20 | 6  | 6 | 8  | 31−37 | 24 |
| 10 | МФК «Первомайськ» | 20 | 3  | 6 | 11 | 19−45 | 15 |
| 11 | «Авангард»        | 20 | 4  | 2 | 14 | 18−40 | 14 |
| —  | «Інгулець-3»      | —  | —  | — | —  | —     | —  |

### Найкращі бомбардири
| № | Футболіст         | Команда       | Голи (пен.) |
| - | ----------------- | ------------- | ----------- |
| 1 | Микола Темнюк     | «Агробізнес»  | 15          |
| 2 | Віталій Брикса    | ФК «Малинськ» | 8           |
| 3 | Олександр Апанчук | ОДЕК          | 7 (2)       |
| 4 | Павло Дмитрів     | «Оскар»       | 6           |
| 4 | Остап Міщук       | ФК «Львів»    | 6           |

| № | Футболіст        | Команда                    | Голи (пен.) |
| - | ---------------- | -------------------------- | ----------- |
| 1 | Денис Скотаренко | «Квадро» / «Металіст 1925» | 14          |
| 2 | Сергій Жигалов   | «Таврія-Скіф»              | 9           |
| 3 | Сергій Давидов   | «Металіст 1925»            | 8           |
| 4 | Євгеній Соколан  | «Таврія»                   | 7           |
| 5 | Олег Синиця      | «Металіст 1925»            | 7 (3)       |

## Фінал
| 19 червня 2017 18:30 +25 °C |

| «Металіст 1925» | 0:4      | «Агробізнес»                                  |
| --------------- | -------- | --------------------------------------------- |
|                 | Протокол | Микола Темнюк 21', 41', 71' Віталій Груша 57' |

| НСК «Олімпійський», Київ Глядачів: 8000 Арбітр: Микола Кривоносов (Київ) |

| «Металіст 1925»:   |    |                       |     |     |
|                    |    |                       |     |     |
| ВР                 | 12 | Владислав Федак       |     |     |
| ЗХ                 | 46 | Олександр Процевський |     |     |
| ЗХ                 | 17 | Владислав Сидоренко   |     |     |
| ЗХ                 | 21 | Андрій Маслов         | 74' |     |
| ЗХ                 | 22 | Владислав Ємельянов   | 84' |     |
| ПЗ                 | 32 | Андрій Ралюченко      |     |     |
| ПЗ                 | 33 | Олександр Пивоваров   | 43' | 46' |
| ПЗ                 | 8  | Владислав Краєв       |     |     |
| ПЗ                 | 10 | Олег Синиця           | 62' |     |
| НП                 | 9  | Сергій Давидов ()     | 77' |     |
| НП                 | 30 | Денис Скотаренко      | 79' |     |
| Заміни:            |    |                       |     |     |
| ВР                 | 13 | Максим Тельнов        |     |     |
| ЗХ                 | 24 | Максим Цвіренко       | 74' |     |
| ЗХ                 | 4  | Іван Коваленко        | 84' |     |
| ПЗ                 | 14 | Ярослав Дехтяренко    |     |     |
| ПЗ                 | 20 | Сергій Романов        | 46' |     |
| ПЗ                 | 88 | Дмитро Нерубенко      | 62' |     |
| НП                 | 11 | Михайло Стороженко    | 79' |     |
| Тренер:            |    |                       |     |     |
| Олександр Призетко |    |                       |     |     |

| «Агробізнес»: |    |                        |     |     |  |
|               |    |                        |     |     |  |
| ВР            | 88 | Костянтин Одольський   |     |     |  |
| ЗХ            | 16 | Андрій Дубчак          | 81' |     |  |
| ЗХ            | 4  | Сергій Шум ()          | 39' | 84' |  |
| ЗХ            | 5  | Сергій Атласюк         |     |     |  |
| ЗХ            | 15 | Арсен Слотюк           | 78' |     |  |
| ПЗ            | 8  | Андрій Кухарук         |     |     |  |
| ПЗ            | 14 | Артур Думанюк          |     |     |  |
| ПЗ            | 25 | Віталій Груша          |     |     |  |
| ПЗ            | 11 | Тарас Пліс             |     |     |  |
| ПЗ            | 2  | Андрій Скакун          | 70' |     |  |
| НП            | 20 | Микола Темнюк          | 76' |     |  |
| Заміни:       |    |                        |     |     |  |
| ВР            | 12 | Сергій Чернобай        |     |     |  |
| ЗХ            | 17 | Владислав Полторацький | 81' |     |  |
| ЗХ            | 6  | Андрій Когут           | 84' |     |  |
| ЗХ            | 9  | Роман Гагун            | 78' |     |  |
| ПЗ            | 22 | Олександр Юрчак        | 70' |     |  |
| ПЗ            | 24 | Андрій Малащук         | 76' | 80' |  |
| ПЗ            | 10 | Дмитро Юхимович        |     |     |  |
| Тренер:       |    |                        |     |     |  |
| Андрій Донець |    |                        |     |     |  |

| Чемпіон України з футболу серед аматорів 2016—2017 |
| -------------------------------------------------- |
| «Агробізнес» Вперше                                |